# پادشاه لیه ژو
پادشاه لیه از ژو (به چینی: 周烈王) با نام شخصی جی شی (به چینی: 泄喜)؛ سی‌وچهارمین پادشاه دودمان ژو و بیست‌ودومین پادشاه ژو خاوری بود. او جانشین پدرش، پادشاه آن ژو شد و از ۳۷۵ تا ۳۶۹ پ. م سلطنت کرد. پس از او برادرش، پادشاه شیان ژو به سلطنت رسید.